# Claude Jeancolas
Pour les articles homonymes, voir Jeancolas.
 (juin 2015).
Claude Jeancolas, né le 10 juin 1949 à Nancy et mort le 10 février 2016 dans le 13e arrondissement de Paris,,, est un écrivain, historien d’art et journaliste français. Il s’est surtout illustré par la publication de dix-neuf ouvrages sur Arthur Rimbaud, certainement l’auteur le plus prolifique sur le sujet et qui défend une vision originale, très humaine du poète, porteur de nos rêves, sujet à nos doutes, confronté à l’échec[réf. nécessaire].

## Biographie
Il a passé toute son enfance et son adolescence à Nancy. À 16 ans, après avoir obtenu le baccalauréat il gagne Paris pour poursuivre ses études en classe préparatoire aux grandes écoles. Il intègre l’École Supérieure de Commerce de Paris (ESCP). Il est aussi diplômé de la Business School de l'University of Texas, où il poursuit ses études, auteur alors d’une thèse sur la gestion de la presse américaine. Il étudie aussi dans d'autres universités américaines dont UCLA, Stanford University, University of California (Berkeley), San Francisco State University, School of Journalism (Columbia Missouri), Columbia University (New-York)[réf. souhaitée]… Dès lors il partagea son temps entre la presse et l’écriture.

## Homme de presse
Il débuta comme chef du service d’analyse financière de l’hebdomadaire Entreprise, puis il créa deux revues de management : Enseignement et gestion et la Revue Française de Gestion[réf. souhaitée]. Il prit ensuite la direction du mensuel d’avant-garde Mode international. Quelques années plus tard il dirigeait les revues Collections, Décoration, et Mariages. Il rejoignit Votre Beauté, revue qu’avait dirigé en ses débuts, François Mitterrand. Il rejoignit ensuite le groupe Hachette aujourd’hui Lagardère comme éditeur international de Elle (quatre éditions lancées dans le monde) et Elle Décoration (14 éditions créées dans le monde)[réf. nécessaire]. Il y lança aussi Cousteau Junior et Max. Il a été directeur des revues Marie Claire Maison et Home à Milan jusqu'en 2012, puis il devint conseiller indépendant.

## Historien d’art
Cet intérêt pour l’art naquit de sa rencontre avec le sculpteur Edmond Moirignot en 1969, dont il devint un familier, puis le tuteur à la fin de sa vie et dont il fut l’exécuteur testamentaire[réf. nécessaire]. Il publia en 1987 une monographie sur le sculpteur Jean-Baptiste Carpeaux. Devaient suivre des études approfondies sur l’histoire de la sculpture et du dessin français[réf. nécessaire]. Plus récemment, il publia des ouvrages de fonds sur les Nabis et les Fauves, c’est-à-dire ces écoles qui au tournant du siècle firent, après les Impressionnistes, basculer l’art dans la modernité.

## Amateur de Rimbaud
C’est sous le titre « Le fou de Rimbaud » que Raphaël Sorin dans L'Express le présenta lors de la sortie en 1991 de son Dictionnaire Rimbaud[réf. souhaitée]. Une vocation tardive pourtant : à la suite d'un éditorial dans la revue Max qu’il dirigeait et où il avait repris une citation d’Arthur à son professeur Izambard, « Vous finirez comme un satisfait qui n'a rien fait, n'ayant rien voulu faire de votre vie », il reçut tant de courrier qu’il décida d’approfondir le sujet[réf. souhaitée], publiant régulièrement ses découvertes. Sa vision de Rimbaud est très éloignée des clichés habituels du poète maudit. Pour lui, le poète est trop intelligent (le meilleur de sa classe) pour être incohérent. Ses poèmes ont toujours un sens, une logique, une mission. Rimbaud est un volontaire, obstiné. Il s’abandonne totalement à la poésie car il est certain qu’elle peut changer la vie. La Saison en enfer qui est une quête du salut, est aussi un essai d’écriture d’une nouvelle bible des temps modernes. La poésie n’est donc pas un but, mais un moyen, un outil au service d’un idéal très spirituel et humaniste. Aussi quand il se trouve persuadé de son inefficacité, car elle est trop lente à ses espérances, il la rejette et passe à autre chose. La vision de Claude Jeancolas est très humaine et son Rimbaud avec ses rêves, ses doutes, ses colères, ses découragements et ses échecs se trouve proche des lecteurs, ce qui explique le succès des publications de ce biographe auprès du grand public. Il a aussi, dans une biographie magistrale de Vitalie Rimbaud, réhabilité cette mère si décriée, démontrant l’amour fou qui l’attachait à ce fils préféré et en sens inverse la nécessité de cette mère pour que Rimbaud fût le génie que l’on connaît[Interprétation personnelle ?].
Claude Jeancolas a constitué une collection d'objets autour d'Arthur Rimbaud (principalement des éditions rares mais aussi des représentations du poète par divers artistes) qui a été dispersée aux enchères quelques mois après son décès.

## Publications
- Moirignot., Éditions du Saint-Gothard, Paris, 1985
- Carpeaux peintre et sculpteur, Edita, Lausanne, 1987
- La Sculpture italienne du XXe siècle, Éditions Van Wilder, Paris, 1991
- Les Voyages de Rimbaud, Balland, Paris, 1991
- Le Dictionnaire Rimbaud, Balland, Paris, 1991
- La Sculpture française, Fabbri, Milan, 1993.

1995
- Le Dessin en France de la renaissance au XXe siècle. Rizzoli. Milan.

1996
- L’œuvre intégrale manuscrite de Rimbaud. Textuel. Paris[6]

1997
- Le Don du père. Flammarion. Paris
- Les Lettres manuscrites de Rimbaud. Textuel. Paris

1998
- Lettres et poèmes de Rimbaud. L’auberge verte. Paris
- Une saison en enfer de Rimbaud. Hachette. Paris
- Passion Rimbaud. Textuel. Paris

1999
- Poésies de Rimbaud. Éditions mille et une nuits. Paris
- Rimbaud, la biographie. Flammarion. Paris
- Venise et ses peintres. Une histoire intime. Éditions Van Wilder. Paris
- L’Afrique de Rimbaud. Textuel. Paris

2000
- Rimbaud, l’œuvre. Textuel. Paris

2002
- La Peinture des Nabis. Éditions fvw. Paris

2004
- Vitalie Rimbaud. Pour l’amour d’un fils, Paris, Flammarion, coll. "Grandes Biographies"
- Rimbaud après Rimbaud, anthologie. Textuel. Paris

2005
- Rimbaud, l'œuvre, la vie. Éditions France Loisirs

2006
- Les Fauves, couleurs et lumières. Éditions FVW. Paris
- Moirignot, la vie, l’œuvre, le catalogue raisonné. Éditions FVW. Paris

2007
- Le regard bleu d’Arthur Rimbaud. Éditions FVW. Paris

2008 en collaboration
- Fierté de fer avec Joël Alessandra et Idriss Youssouf Elmi. Éditions Paquet. Genève
- L’Aube du monde avec Thibaut et Pascal Villecroix, Amina Saïd Chiré - FVW. Paris

2008
- Le Retour à Tadjoura – l'Afrique secrète de Jean-François Deniau – FVW. Paris

2010
- Rimbaudmania. L'éternité d'une icône. Éditions Textuel. Paris

2012
- Les Manuscrits de Rimbaud. Textuel. Paris
- Le Nouveau dictionnaire Rimbaud. FVW édition. Paris

2014
- Rimbaud l'Africain. Textuel. Paris
- Le Groupe des Batignolles. FVW édition . Paris

Plusieurs de ces ouvrages[Lesquels ?] ont été traduits en allemand, coréen, japonais et anglais.